# At Our Worst
At Our Worst è un album contenente b-side e live della band Evergreen Terrace.

## Tracce
1. Heavy #1 (Live) - 2:45
2. Please Hammer Don't Hurt 'Em (Live) - 2:37
3. Zero (Live) - 2:39
4. In My Dreams I Can Fly (Live) - 3:33
5. No Donnie, These Men Are Nihilists (Live) - 2:45
6. You're Entering a World of Pain - 2:17
7. Shattered Remains (Demo '00) - 3:16
8. Let It Go (Demo '00) - 2:24
9. Behind My Back (Demo '00) - 2:22
10. Burnout (Demo '00) - 2:23
11. Bonus Track - 2:38